# Barbara Polla

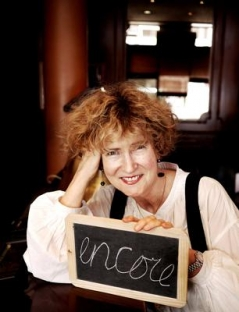
Barbara Polla (2013)

Barbara Polla (* 7. März 1950 in Genf) ist eine Schweizer Ärztin, Galeristin, Politikerin und Schriftstellerin. Sie war Mitglied der Liberalen Partei (LPS). Vom 6. Dezember 1999 bis am 30. November 2003 sass sie für den Kanton Genf im Nationalrat. Von 1993 bis 1999 war sie zudem Genfer Kantonsrätin.

## Biographisches
Barbara Polla ist Mutter von vier Töchtern. Sie ist geschieden von Luigi Polla, ebenfalls Arzt. Mit ihm hatte sie eine Galerie gegründet.

## Medizin
Die Ärztin leitete zwischen 1989 und 1994 die Abteilung für Allergologie des Genfer Universitätsspitals. Sie erforschte Stressproteine und wie diese in Medizin und Umwelt verwertet werden können. Ab 1994 war sie Leiterin eines nationalen Forschungslabors in Paris. Ab 1997 führte sie mit ihrem damaligen Mann, einem Dermatologen, ein medizinisch-kosmetisches Schönheitsinstitut.

## Politik
Barbara Polla politisierte erstmals im Genfer Stadtparlament, ab 1991. 1993 wechselte sie ins Kantonsparlament. Sie setzte sich vergeblich für eine Fusion der Kantone Genf und Waadt ein. 1999 schaffte sie die Wahl in den Nationalrat. Dort sass sie in der Kommission für Verkehr- und Fernmeldewesen. Thematisch engagierte sie sich breit, so forderte sie  eine allgemeine Steueramnestie, fand damit eine Mehrheit im Nationalrat, später wurde ihr Vorstoss abgeschrieben. Sie bekämpfte die Mutterschaftsversicherung und  setzte sich für die Fristenregelung ein, die innert einer gewissen Frist Schwangerschaftsabbrüche erlaubt. Zudem forderte sie mit einem Vorstoss, das Verbot von Gen-Tests an Embryonen aufzuheben, die im Reagenzglas gezeugt werden. 2003 verpasste sie die Wiederwahl.

## Kultur
Barbara Polla publiziert in unterschiedlichster Art, vom politischen Manifest bis zum erotischen Roman. Dazu kommen weitere kulturelle Tätigkeiten, zum Beispiel als Galeristin und Kuratorin. Sie lehrt zudem Mode an der Hochschule für Kunst und Design in Genf, HEAD.